# TV3 (Katalonien)
TV3 ist ein öffentlich-rechtlicher Fernsehsender in Katalonien, der ausschließlich in katalanischer Sprache sendet. Er wird von der Televisió de Catalunya betrieben, die zur Corporació Catalana de Mitjans Audiovisuals (CCMA) gehört, und untersteht somit der Generalitat de Catalunya (Autonomieregierung Kataloniens).

## Geschichte

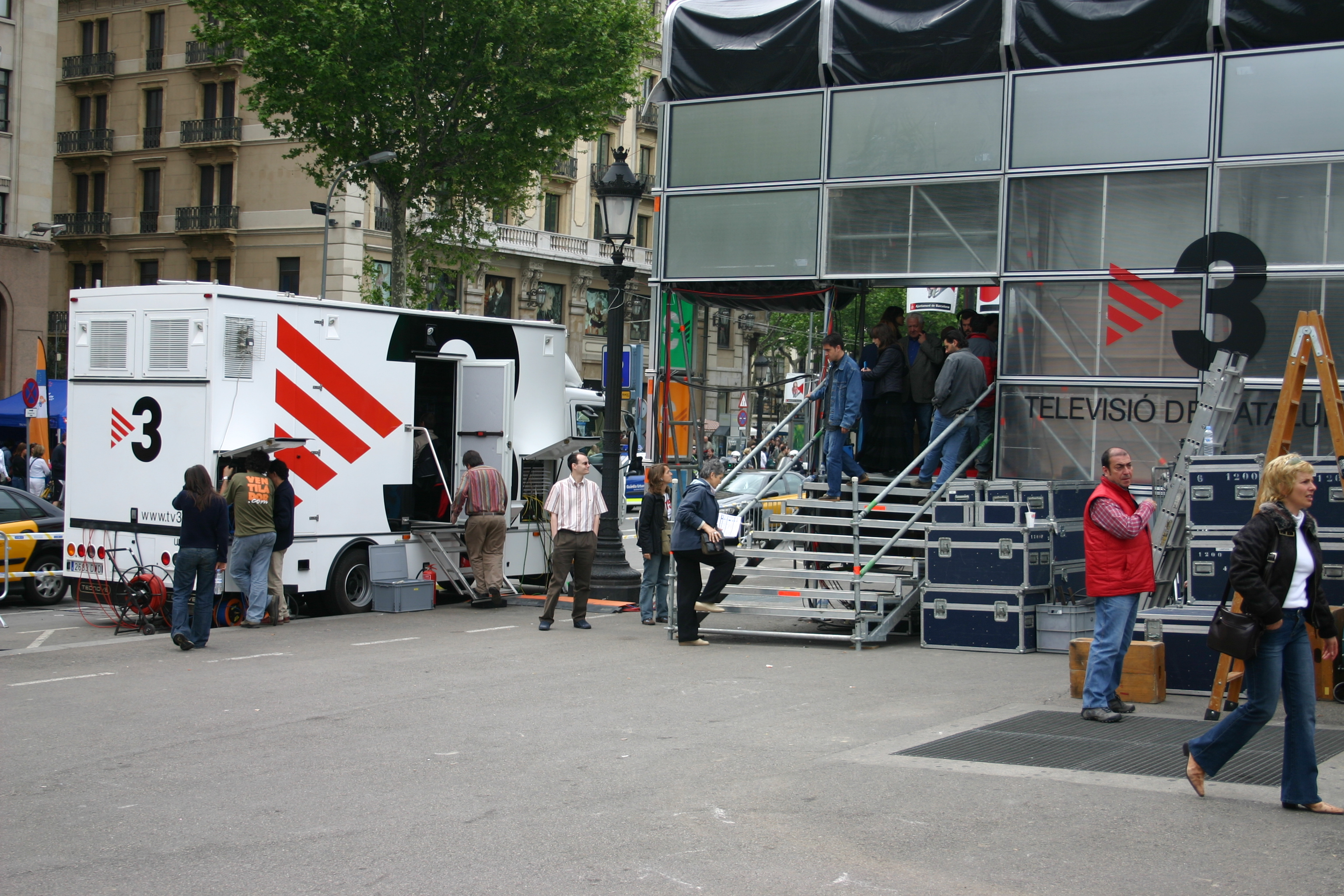
Übertragungswagen von TV3

Der Sender wurde 1983 von den Journalisten Rosa María Calaf und Alfons Quinta gegründet. Die Ausstrahlungen begannen testweise am 10. September 1983 und gingen am 16. Januar 1984 in den Regelbetrieb über. Der Sender war nach dem baskischen Sender ETB der zweite autonome Sender in Spanien.
Anfang 1985 dehnte TV3 seine Reichweite auf Andorra, die katalanischsprachigen Gebiete Frankreichs, die Balearen und die Region Valencia aus. Ein Jahr später nahm der Sender seine Zentrale in Sant Joan Despí nahe Barcelona in Betrieb.
Seit 1987 strahlt TV3 neben dem katalanischen Ton bei den meisten Serien und Filmen auch den Originalton aus. Hierzu verwendete man zuerst das Zweikanaltonsystem und später NICAM.
1988 begann man einen Prozess der Dezentralisierung und unterstützt nun jede der vier katalanischen Provinzen mit einem eigenen Regionalprogramm, die sogenannten Telenotícies Comarques („Regionalnachrichten“).
DVB-T wurde im Jahr 2002 eingeführt und später das 16:9-Format in einigen Sendungen. Zudem startete am 23. April 2007 ein Testlauf für HD-Fernsehen (HDTV) und ist damit der erste Sender Spaniens, der in beiden Formaten ausstrahlt.
TV3 wiederholt einige Sendungen auf dem eigenen Informationskanal 3/24. Außerdem werden ausgewählte Sendungen von TV3 und anderen Kanälen der TVC simultan oder zeitversetzt im katalanischen Auslandsfernsehen TV3CAT (früher TVCi) auf Astra gezeigt.

## TV3 aktuell
TV3 ist Marktführer in Katalonien. Zu den meistgesehenen Sendungen gehören die Nachrichten (Telenotícies). Die tägliche Soap El cor de la ciutat („Das Herz der Stadt“) ist die meistgesehene Unterhaltungssendung in Katalonien, insbesondere beim weiblichen Publikum (28–33 %, in Spitzen bis zu 40 %), gefolgt von der politischen Satire Polònia (28 %).

## Kritik
Insbesondere im Zuge der Unabhängigkeitsbestrebungen Kataloniens und der resultierenden Katalonien-Krise stehen TV3 und sein Schwestersender, der Nachrichtenkanal 3/24, in der Kritik auch internationaler Medien, ein ausschließliches Sprachrohr der Unabhängigkeitsbefürworter zu sein und ihrem öffentlich-rechtlichen Auftrag nach einer ausgewogenen Berichterstattung nicht nachzukommen. Die französische Tageszeitung Le Monde schrieb etwa:

« Voilà des mois que la télévision publique catalane, TV3, matraque une propagande indépendantiste simpliste et mensongère. Et des mois qu’elle a recours à une rhétorique de victimisation qui veut faire croire, de façon grotesque, que la Catalogne est victime d’un retour de la dictature franquiste. Ce n’est pas le cas. »

„Seit Monaten verbreitet das öffentlich-rechtliche katalanische Fernsehen, TV3, simplistische und verlogene independentistische Propaganda. Seit Monaten greift man dabei auf eine Rhetorik der Viktimisierung zurück, die auf groteske Weise glauben machen will, dass Katalonien das Opfer einer Rückkehr der Franco-Diktatur ist. Dies ist keineswegs der Fall.“

## Empfang in Deutschland
TV3 sendete über den Satelliten Astra 1L auf 19,2° Ost.
Der Sender wurde zum 1. Mai 2012 abgeschaltet.
TV3 bietet auf seiner Website seine vollständige Mediathek an, desgleichen ist das Streaming von TV3 bzw. TV3CAT und des Nachrichtensenders 3/24 über die Website und mobile Apps möglich.